# Ги II де Нель
Ги II де Клермон-Нель (фр. Guy II de Clermont-Nesle; 1326 — погиб 14 августа 1352 в битве при Мороне) — французский военачальник, маршал Франции с 22 августа 1348 года. Сеньор Мелло и Оффемона. Сын Жана I де Неля (ум. 3 мая 1352) и Маргариты де Мелло.

## Биография
Участвовал в короновании Иоанна II Доброго. В письме короля от 30 августа 1350 года указан как генеральный капитан Артуа, Бурбоннэ, Фландрии, Булонне, Пуату, Лимузена, Сентонжа, Бретани и Мэна.
Попал в плен к Арно Аманье IX д’Альбре 1 апреля 1351 года в ходе осады Сен-Жан-д’Анжели в Сентонже. Освобождён за выкуп, на который король выделил 10 тысяч экю.
С 1351 года королевский лейтенант в Пуату, Лимузене, Ангумуа и Перигоре.
Погиб 14 августа 1352 в битве при Мороне, в которой командовал французским войском (английским командовал Ричард Бентли).

## Семья
Первым браком Ги II де Клермон-Нель с 23 мая 1342 года был женат на Жанне де Брюйер-ле-Шатель, дочери Тома II де Брюйера и Изабеллы де Мелён. Вторая жена (с 1351) — Изабо де Туар, виконтесса де Туар, графиня де Дрё.
Дети (от первой жены):
- Мария де Нель (ум. после 1363), жена Рауля ле Фламенка, сеньора де Канни и де Варен
- Иоланда де Нель, жена Колара д’Эстутвиля, сеньора де Ламмервиль и д’Оссебос
- Роберт де Нель (ум. после 1386)
- Жан II де Нель (ум. 1 ноября 1388) — сеньор Оффемона, Мелло и Леве.